# Ruta Inca Llojeta (La Paz)
La ruta Inca Llojeta es una línea del sistema La Paz Bus que conecta la zona de Inca Llojeta (Cotahuma) con el Parque Urbano Central.

## Características
Inició operaciones el 24 de febrero de 2014, junto a la ruta Villa Salomé. Opera con una flota de autobuses King Long de 12 metros.

### Frecuencias
| Horario       | Frecuencia |
| ------------- | ---------- |
| 04:00 - 11:00 | 10 minutos |
| 11:00 - 13:00 | 5 minutos  |
| 13:00 - 17:00 | 10 minutos |
| 17:00 - 23:00 | 5 minutos  |
| 23:00 - 04:00 | 30 minutos |

## Paradas
|                          | Diurna06:00 - 23:00 | Nocturna23:00 - 06:00 |
| ------------------------ | ------------------- | --------------------- |
| Con tarjeta              | Bs. 2               | Bs. 3                 |
| En efectivo              | Bs. 2.3             | Bs. 3                 |
| Preferencial             | Bs. 1.5             | Bs. 3                 |
| Universitaria            | Bs. 1.8             | Bs. 3                 |
| Transbordo(solo tarjeta) | Bs. 0.8             |                       |

| uKBHFa |

| uBHF |

| uBHF |

| uACC |

| uACC |

| uBHF |

| uBHF |

| uBHF |

| uBHF |

| uBHF |

| uACC |

| uACC |

| uACC |

| uACC |

| uBHF |

| uBHF |

| uKACCe |

| uKBHFa |

| uBHF |

| uBHF |

| uACC |

| uACC |

| uBHF |

| uBHF |

| uBHF |

| uBHF |

| uBHF |

| uACC |

| uACC |

| uACC |

| uACC |

| uBHF |

| uBHF |

| uKACCe |

| uKACCa |

| uBHF |

| uACC |

| uBHF |

| uACC |

| uACC |

| uBHF |

| uACC |

| uBHF |

| uBHF |

| uBHF |

| uBHF |

| uACC |

| uACC |

| uACC |

| uBHF |

| uKBHFe |

| uKACCa |

| uBHF |

| uACC |

| uBHF |

| uACC |

| uACC |

| uBHF |

| uACC |

| uBHF |

| uBHF |

| uBHF |

| uBHF |

| uACC |

| uACC |

| uACC |

| uBHF |

| uKBHFe |

## Recorrido
Sentido PUC
Calle Túpac Katari – Avenida Max Fernández – Avenida Buenos Aires – Avenida Mario Mercado – Calle Francisco Bedregal – Avenida Libertad – Puente Libertad – Puente Unión – Puente Independencia – Puente Unión – Avenida del Libertador – Avenida del Poeta – Avenida del Ejército – Calle Federico Zuazo – Calle Bueno – Avenida Camacho – Calle Wenceslao Argandoña
Sentido Inca Llojeta
Calle Wenceslao Argandoña – Avenida del Ejército – Calle Zapata – Calle Montevideo – Avenida del Poeta – Avenida del Libertador – Avenida Arce – Calle Clavijo – Avenida 6 de Agosto – Avenida del Libertador – Puente Libertad – Avenida Libertad – Calle Francisco Bedregal – Avenida Mario Mercado – Avenida Buenos Aires – Avenida Max Fernández – Calle Túpac Katari